# Duo Ouro Negro
 (mai 2025).
Si vous disposez d'ouvrages ou d'articles de référence ou si vous connaissez des sites web de qualité traitant du thème abordé ici, merci de compléter l'article en donnant les références utiles à sa vérifiabilité et en les liant à la section « Notes et références ».
Duo Ouro Negro (également connu sous le nom de The Black gold ou Or noir ) était un groupe de musique kwela composé de Raúl Indipwo et Milo MacMahon, formé en 1959. Le groupe de musique était à l'origine un trio, mais lorsque José Alves Monteiro est parti, le groupe est devenu un duo.

## Biographie
Milo MacMahon (1938-1985), dont le nom complet est Emílio Vítor Caldeira MacMahon de Vitória Pereira, est né à Sá da Bandeira, en Angola, le 3 mai 1938. Ses premières années scolaires ont commencé au Lycée Liceu de Sá da Bandeira, puis à Nova Lisboa et plus tard à la Métropole en fréquentant l'École escola de Regentes Agrícolas de Coimbra qu'il n'a pas terminée. Il retourne en Angola où il fait des cours de topographe, après avoir été envoyé à Carmona, où il retrouve Raúl qu'il avait connu à l'école primaire. De ces retrouvailles est né l'idée de chanter et de jouer de la guitare ensemble et c'est ainsi qu'est né Ouro Negro, plus tard connu sous le nom de Duo Ouro Negro. Milo MacMahon a joué pour le club Futebol Clube do Uíge et à même recommandé pour aller jouer au Benfica, mais le projet Ouro Negro était plus convainquant.
Raúl Indipwo (1933-2006), dont le nom complet est Raúl José Aires Corte Peres Cruz Indipo, est né à Chibia (Angola) le 30 novembre 1933. Comme son père était militaire, il dut voyager dans tout l'Angola. Il est allé au collège Colégio D.Nuno Álvares Pereira, à Benguela et également D. João de Castro à Nova Lisboa. À 14 ans, il perd son père et doit abandonner ses études pour travailler. Il a travaillé dans une maison de couture pendant trois ans et pendant cette période, il était également chasseur professionnel. Plus tard, il devient caissier et assistant comptable à Carmona, où il retrouve son ami d'enfance Milo. Cela a donné lieu à leurs retrouvailles.
Après la mort de Milo MacMahon en 1985, Raúl Indipwo a continué le projet en solo sous le nom de Raúl Ouro Negro.

## Histoire
Raúl et Milo se sont rencontrés pendant leur enfance, à Benguela. Au début de leur vie d’adulte et avec leur ami José Alves Monteiro, ils débutèrent un projet, Ouro negro. Le projet était centré sur le folklore angolais. Ouro Negro devient une expression internationale, se produisant en Suisse, en France, en Finlande, en Suède, au Danemark, en Espagne et au Portugal. Après le départ de Monteiro, le groupe de musique est devenu connu sous le nom de Duo Ouro Negro. Dans les années 1970, le duo se produit aux États-Unis, en Australie et en France. Milo décède à la fin des années 1980, ce qui a mis fin à la carrière du duo.
Au début, leur nom était Ouro Negro (Or noir), suggéré par Maria Lucília Dias de la radio Rádio Clube do Congo Português, ce nom faisait allusion à tout ce qui était précieux comme le café, le pétrole et même un bon joueur de football noir. Leur succès les a menés à diverses émissions de radio et de télévision, en plus d'innombrables évènement ou émissions connues, telles que l'émission télévisée du Couronnement de la Reine de la Télévision en 1960 et le Rendez-vous avec Dany Kaye ainsi que le 7e anniversaire de l'Unicef, diffusé devant plus de 200 millions de téléspectateurs ce qui conduit à une popularité croissante du duo à l'échelle internationale.
En 1962, le duo Ouro Negro sort un EP qui inclut leur version de la musique "Mãe Preta" (plus tard interdit à cause d'une censure car il aborde la question de l'esclavage) un remix de "Piratine" et "Caco Velho", une interprétation originale de la chanteuse de fado Maria da Conceição. Par la suite, cette chanson a été récupérée avec de nouvelles paroles de David-Mourão Ferreira, avec le titre "Barco Negro para Amália Rodrigues". Après le 25 avril 1974, cette chanson a été recréée par Dulce Pontes avec les paroles originales, c'est-à-dire "Mãe Preta", et "Romana" a également enregistré une version de ce thème sur l'un de ses disques.
Le groupe Duo Ouro Negro, en plus d'accompagner les rythmes de danse de l'époque tels que le Twist, le Madison ou le Surf, a introduit le Kwela en Europe, qui est devenu en 1965 la grande tendance musicale. L'année 1966 est marquée par sa prestation à l'Olympia et à l'Alhambra de Paris. L'année suivante, ce duo participe au 4ème Grand Prix de la chanson Portugaise en 1967 avec les chansons "Livro Sem Fim" et "Quero Amanhecer", parvenant à atteindre la finale avec ces deux chansons, se classant respectivement aux 2ème et 4ème places. Cette même année, ils se produisirent également dans la Salle Garnier de l'Opéra de Monte-Carlo devant les Princes de Monaco, dans le cadre des célébrations du 4ème Centenaire de la Principauté. En 1967, ils ont également reçu le Trophée de la Presse Portugaise. Ils sont retournés à l'Olympia pendant trois semaines en mai et trois autres en octobre, avec un grand succès.
En 1968, le groupe Duo Ouro Negro connaît le succès au Canada et aux États-Unis d'Amérique, où ils signent à Chicago un contrat avec Columbia Artists Management . Toujours sur le continent américain, suit la conquête de l'Amérique latine puis du Japon, en Asie. Leur succès atteint pratiquement le monde entier.
Au 6ème Grand Prix de la chanson Portugaise en 1969, le groupe Duo Ouro Negro a été placé deuxième avec la chanson "Tenho Amor Para Amar".
Le 7 mars 1974, le groupe Duo Ouro Negro est présenté au 9ème Grand Prix de la chanson Portugaise en 1974 avec "Bailia dos Trovadores". Après le 25 avril 1974, le groupe Duo Ouro Negro opte pour des approches musicales plus avant-gardistes, cessant de se produire au Portugal et se consacrant davantage à des spectacles aux États-Unis, en Australie et à Paris.

## Bande-son
- "Kuríkutéla"
- "Mulowa"
- "Muxima"
- "Au revoir Sylvie"
- "Maria Rita"
- "Blackground"
- "Lemanja"
- "Amanhã"
- "Vou levar-te comigo"